# Präsidentschaftswahl in den Vereinigten Staaten 1860
Die US-Präsidentschaftswahlen von 1860 gehören von ihren Auswirkungen zu den bedeutendsten der Geschichte der Vereinigten Staaten, da sie zur Vorgeschichte des Sezessionskrieges gehören.
Am 6. November 1860 wurde Abraham Lincoln zum 16. Präsidenten der Vereinigten Staaten von Amerika gewählt. Er war der erste aus den Reihen der Republikanischen Partei. Der zusammen mit ihm gewählte Vizepräsident war Hannibal Hamlin.
Es gab vier bedeutende Kandidaten für das Amt des Präsidenten: Abraham Lincoln, der für die Republikaner antrat, der amtierende Vizepräsident John Cabell Breckinridge für die Demokraten der Südstaaten (Southern Democratic), Stephen Arnold Douglas für die Demokraten der Nordstaaten (Northern Democratic) und John Bell für die Constitutional Union, die sich aus den Whigs gebildet hatte.

## Hintergrund
Nach dem Kansas-Nebraska Act 1854 war der Konflikt zwischen den Landesteilen, dessen sichtbarster Ausdruck die gegensätzlichen Positionen zur Sklaverei waren, wieder aufgebrochen und hatte sich in Kansas bereits in bürgerkriegsähnlichen Szenen entladen. Für diesen neugegründeten Bundesstaat gab es zwei konkurrierende Verfassungsentwürfe, wobei die Regierung unter Präsident Buchanan denjenigen als legitim ansah, der die Sklaverei ermöglichte. Das 1857 ergangene Dred-Scott-Urteil hob auch den Missouri-Kompromiss auf, der die Sklaverei nördlich einer festgesetzten Linie verboten hatte, so dass die Gefahr real erschien, diese könne sich auch im Nordwesten ausbreiten. An diesem Konflikt war bereits die Whig Party zerbrochen, ein großer Teil ihrer nördlichen Politiker war zur neugegründeten Republikanischen Partei übergegangen, die sich der Ausbreitung der Sklaverei in den freien Territorien entschieden entgegenstellte und schon bei der vorigen Wahl 1856 stark abgeschnitten hatte. Ebenso wie die Whigs waren auch die Demokraten in diesen Fragen gespalten, auch hier gelangten Politiker aus dem Norden und dem Süden zu gegensätzlichen Standpunkten.

## Nominierungen
Republikaner

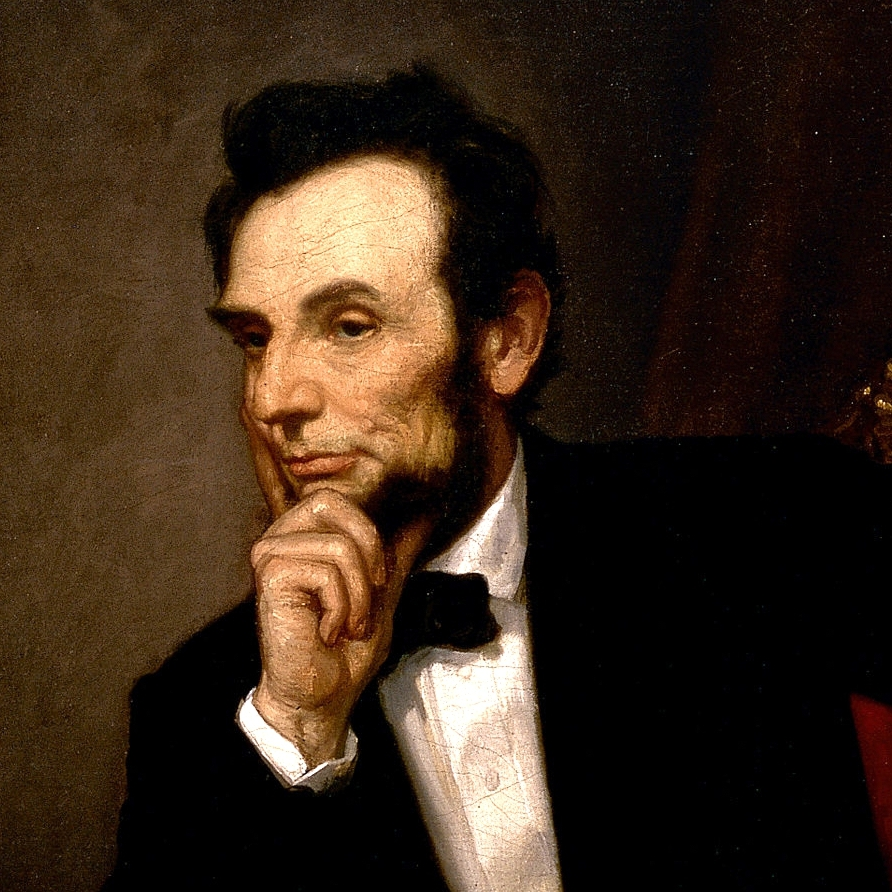
Abraham Lincoln

Bei der Convention der Republikaner im Mai 1860 in Chicago wurde Abraham Lincoln nominiert, der schon für die Whigs im Repräsentantenhaus gesessen war und ursprünglich die vermittelnde Position vertrat, dass die Sklaverei in den Südstaaten nicht angetastet, ihre weitere Verbreitung aber verhindert werden solle. Sein stärkster Konkurrent war William H. Seward, der spätere Außenminister.
Demokratische Partei

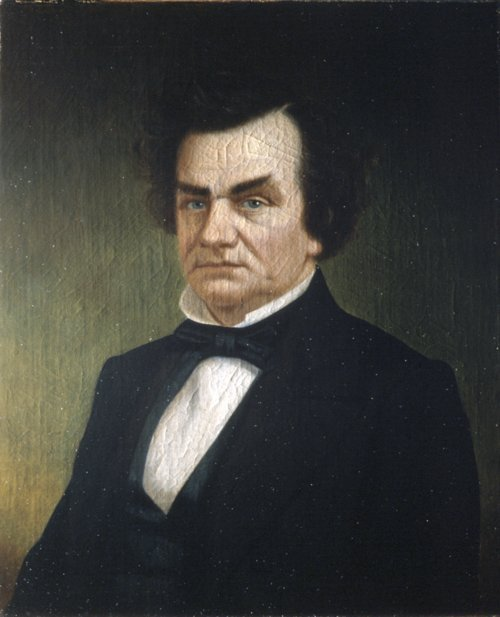
Stephen Douglas
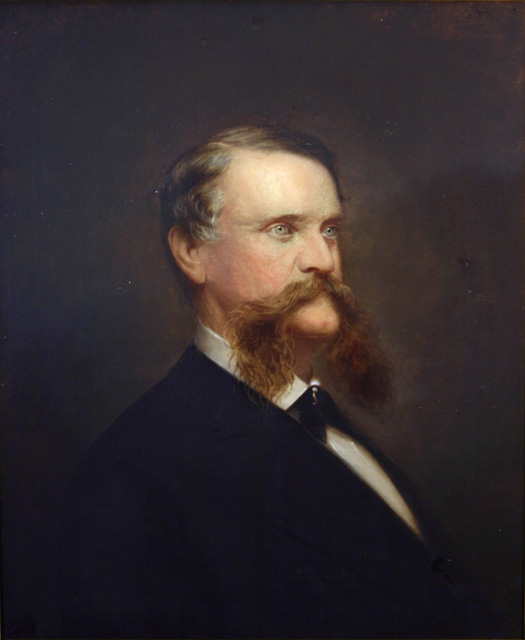
John C. Breckinridge

Komplizierter war die letztendlich gescheiterte Kandidatenfindung bei den Demokraten. Die Ende April in Charleston abgehaltene Partei-Convention endete ohne Ergebnis: die meisten Stimmen erhielt zwar Douglas, dies wurde aber von südstaatlichen Delegierten nicht anerkannt, die die Convention verließen und so beschlussunfähig machten. Douglas hatte die Position, dass die Bevölkerung der Staaten und Territorien selbst entscheiden sollten, ob sie die Sklaverei zuließen oder nicht, dementsprechend verurteilte er die Einflussnahme der Regierung Buchanan in Kansas, was ihn für die radikaleren Südstaatler unwählbar erscheinen ließ. Die nachfolgende Convention in Baltimore im Juni bestätigte nach einigen verfahrenstechnischen Problemen die Nominierung Douglas’, allerdings hielten die südstaatlichen Delegierten, die die Convention von Charleston verlassen hatten, ebenfalls in Baltimore eine eigene Convention ab, in der sie den amtierenden Vizepräsidenten John Breckinridge nominierten. Die Demokratische Partei hatte sich somit in eine nördliche und eine südliche Fraktion gespalten, in den Nordstaaten stand als demokratischer Kandidat Douglas zur Wahl, in den Südstaaten Breckinridge. Präsident Buchanan unterstützte seinen Vizepräsidenten und konnte zumindest erreichen, dass er auch für Buchanans bevölkerungsreichen Heimatbundesstaat Pennsylvania als demokratischer Kandidat aufgestellt wurde. Breckinridge war für genau hundert Jahre der letzte amtierende (nicht zum Präsidenten aufgerückte) Vizepräsident, der als Präsidentschaftskandidat aufgestellt wurde, dies geschah erst wieder 1960 mit Richard Nixon.
Unionisten

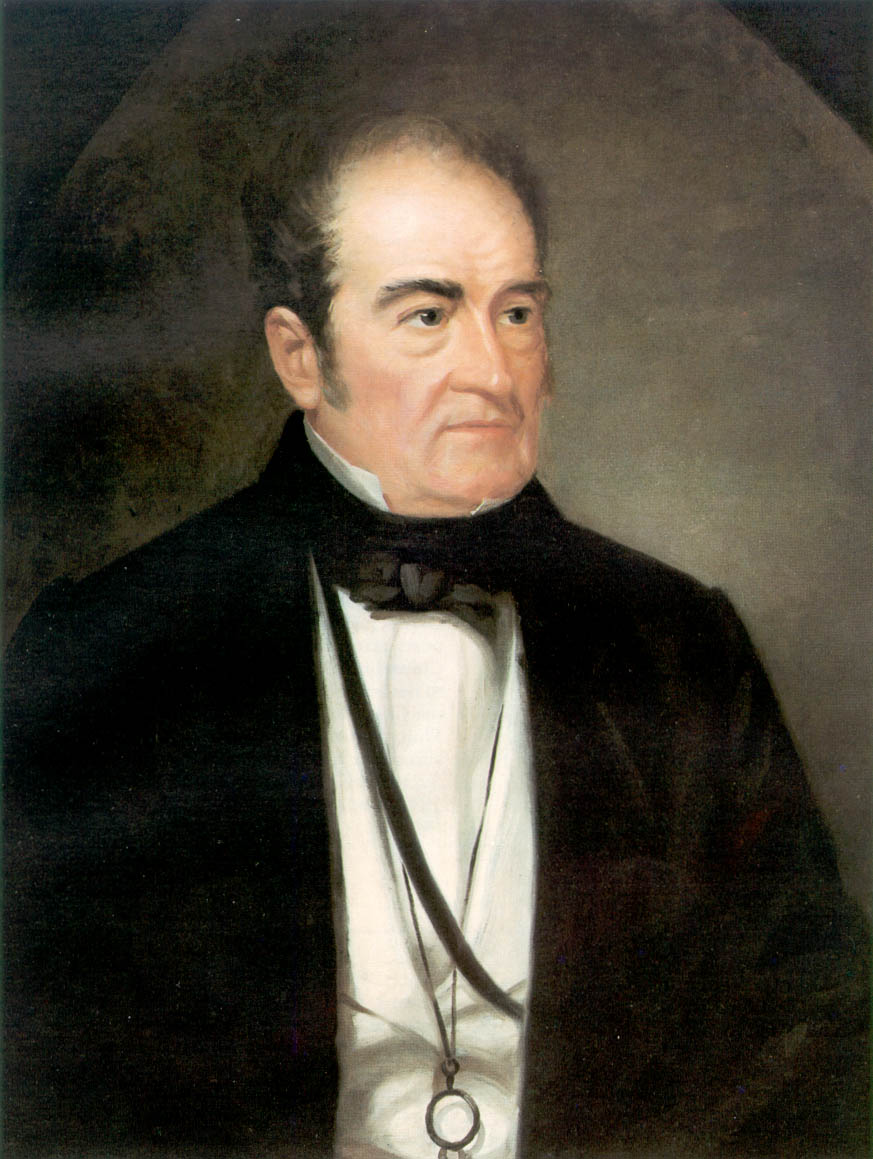
John Bell

Aus den verbliebenen Resten der Whigs hatte sich gemeinsam mit anderen Gruppen, unter anderem dem Rest der Know-Nothings, die Constitutional Union gebildet, die auf der Linie verblieb, den Zusammenhalt in der Union durch Kompromisse zu retten, wie es die Whigs unter Präsident Fillmore versucht hatten. Sie erlangten vor allem in den Grenzstaaten der Oberen Südens eine gewisse Popularität, die keiner der beiden Seiten eindeutig zuneigten. Ihr Kandidat wurde John Bell, ein ehemaliger Senator aus Tennessee.

## Ergebnis
| Kandidat             | Partei | Partei               | Stimmen   | Stimmen | Wahlmänner |
| Kandidat             | Partei | Partei               | Anzahl    | Prozent | Wahlmänner |
| -------------------- | ------ | -------------------- | --------- | ------- | ---------- |
| Abraham Lincoln      |        | Republikaner         | 1.865.908 | 39,8 %  | 180        |
| Stephen Douglas      |        | Demokraten           | 1.380.202 | 29,5 %  | 12         |
| John C. Breckinridge |        | Süd-Demokraten       | 848.019   | 18,1 %  | 72         |
| John Bell            |        | Constitutional Union | 590.901   | 12,6 %  | 39         |

## Folgen
Die Wahl hatte gezeigt, dass die Mehrheitsverhältnisse im Rahmen des politischen Systems der Vereinigten Staaten sich schon so weit zu Ungunsten der Südstaaten entwickelt hatten, dass sie übergangen werden konnten und sogar ein Kandidat gewählt worden war, der dezidiert die Interessen des Nordens und Westens vertrat. Auch die ökonomischen Programmpunkte Lincolns – höhere Schutzzölle, mehr Land im Westen für bäuerliche Neusiedler, wie es dann im Homestead Act zum Ausdruck kam – liefen den südstaatlichen Interessen entgegen.
Die unmittelbare Folge war, dass beginnend mit South Carolina zwischen dem 20. Dezember 1860 und dem 1. Februar 1861 sieben Südstaaten ihre Unabhängigkeit erklärten und sich am 4. Februar 1861 zu den Konföderierten Staaten zusammenschlossen, also noch vor Lincolns Amtsantritt am 4. März. Dies war der erste Schritt zum Sezessionskrieg (Bürgerkrieg), der am 12. April ausbrach. Die Südstaaten führten am 6. November 1861 ihre Präsidentschaftswahl durch, wobei Jefferson Davis gewählt wurde.

## Filme
- Abraham Lincoln vs. Stephen A. Douglas. USA 2016, 41-minütiger Dokumentarfilm (CNN) von Christopher Spencer für die Serie Race for the White House (englisch).